# Chiesa di San Quirino (San Quirino)
La chiesa arcipretale di San Quirino, nota anche col titolo di duomo, è la parrocchiale di San Quirino, in provincia di Pordenone e diocesi di Concordia-Pordenone; fa parte della forania dell'Alto Livenza.

## Storia
Nel 1218 i cavalieri Templari presero possesso della villa di San Quirino, che nel 1312, come disposto da papa Martino V, passò agli Ospitalieri di Malta, i quali eressero in paese una chiesa dedicata a san Giovanni Battista e affidarono la cura d'anime al clero concordiense.
Nel 1499 la chiesa sanquirinese, che era stata in precedenza resa autonoma dalla matrice di Cordenons, fu distrutta dai turchi durante la loro invasione; l'edificio venne comunque prontamente ricostruito, come attestato da un atto che porta la data del 14 maggio 1500.
Nel XIX secolo la chiesa fu interessata da un intervento di rifacimento, in occasione del quale venne ampliata; fu poi consacrata il 17 febbraio 1869 dal vescovo di Concordia Nicolò Frangipane.
Il 6 marzo 1933 i capifamiglia del paese rinunziarono al diritto di giuspatronato e contestualmente il vescovo Luigi Paulini elevò la chiesa ad arcipretale; la struttura venne poi restaurata e consolidata nel 1976, nel 1999 e nel 2010.

## Descrizione

### Esterno
La facciata a salienti della chiesa, che volge a ponente, presenta un corpo centrale tripartito da quattro lesene d'ordine tuscanico, poggianti su basamenti e sorreggenti il timpano triangolare in cui s'apre un oculo trilobato, e presenta il portale maggiore e sopra una lapide, mentre sui due corpi laterali, leggermente arretrati e coronati da due semitimpani, s'aprono gli ingressi secondari.
Vicino alla chiesa si erge il campanile a base quadrata, la cui cella presenta una bifora per lato ed è coronata dalla guglia poggiante sul tamburo ottagonale.

### Interno
L'interno dell'edificio è suddiviso da pilastri sorreggenti archi a tutto sesto in tre navate, di cui la centrale voltata a vela e le laterali coperte da volte a crociera; al termine dell'aula si sviluppa il presbiterio, chiuso dall'abside di forma rettangolare.
Qui sono conservate diverse opere di pregio, tra cui la pala ritraente la Madonna del Rosario seduta sulle nuvole con due angioletti che sostengono la corona sopra il suo capo, dipinta probabilmente da Pier Antonio Novelli, la settecentesca tela raffigurante la Trinità con san Quirino, attribuita prima a Pietro Uberti o a Giovanni Battista Croner e in seguito anch'essa a Pier Antonio Novelli.